# 加拿大冰川
77°37′S 162°59′E / 77.617°S 162.983°E
加拿大冰川（英語：Canada Glacier）是南極洲的冰川，位於維多利亞地，由羅伯特·斯科特率領的英國探險隊發現和命名，以該隊的加拿大物理學家命名。